# 趙伯成
赵伯成（1233年—1309年），字德秀，真定人，元朝将领。
父亲赵伟，担任黑军百户。中统元年（1260年），赵伯成袭职，隶属于万户邸泽部下。参与攻打鄂州；李璮造反，跟随邸泽讨伐；有功。改隶招讨使野的迷失部下。渡江伐南宋]]，留戍黄州。至元十三年（1276年），张世杰拥立宋端宗、卫王赵昺逃离福建，赵伯成跟随野的迷失攻克建宁，赵伯成担任建宁安抚司达鲁花赤。南剑州反元军攻打建宁，赵伯成擒获其首领，余众奔溃，行省以赵伯成署军民达鲁花赤。次年，讨平庆元浦城，兼署建宁路万户，赐金符，授管军千户。至元十六年（1279年），授管军总管。至元十七年（1280年），都昌杜万一反元，赵伯成与方安抚将其讨平，赵伯成擒获杜万一。以管军千户守建宁。至元二十年（1283年），黄华反元，赵伯成连战将其击败。黄华号称二十万来攻赵伯成，赵伯成据水抵御，黄华大败。至元二十四年（1287年），移守南剑州。钟明亮反元，赵伯成与达鲁花赤脱欢讨伐，拜漳州新军副万户。至元二十九年（1292年），赵伯成改守漳州云霄隘。大德三年（1299年），刘大老攻打漳州，赵伯成刀中脖项及腰。时年六十七岁，因伤痛北归。至大二年（1309年），在家中去世。子赵仲立，嗣为副万户。